# Член-кореспондент на Българската академия на науките
Член-кореспондент (дописен член) на Българската академия на науките е научно звание в Българската академия на науките, което се присъжда с конкурс.
Член-кореспондентите заедно с академиците формират Събранието на академиците и член-кореспондентите на БАН.
Изискванията към кандидатите за член-кореспондент са:
- да са обогатили науката с важни постижения;
- да са получили известност и признание в страната и чужбина;
- да заявяват своя обществена позиция, изразяваща се в активни публични изяви, свързани с науката и нейното приложение, и
- да имат активна изследователска и експертна дейност[1].